# Wilfrid Estève
 (mars 2025).
Si vous disposez d'ouvrages ou d'articles de référence ou si vous connaissez des sites web de qualité traitant du thème abordé ici, merci de compléter l'article en donnant les références utiles à sa vérifiabilité et en les liant à la section « Notes et références ».
 (mars 2025).
Motif : Probablement admissible avec de vraies sources autres que son propre site , ses propres déclarations et interviews. Dans l'état, hors-critères
- Archive Wikiwix
- Bing
- Cairn
- DuckDuckGo
- E. Universalis
- Gallica
- Google
- G. Books
- G. News
- G. Scholar
- Persée
- Qwant
- (zh) Baidu
- (ru) Yandex
- (wd) trouver des œuvres sur Wikidata

| 1. | Préciser le motif de la pose du bandeau. | Précisez le motif de la pose du bandeau en utilisant la syntaxe suivante : {{admissibilité à vérifier\|date=août 2025\|motif=remplacez ce texte par le motif}}                      |
| 2. | Informer les utilisateurs concernés.     | Pensez à avertir le créateur de l'article, par exemple, en insérant le code ci-dessous sur sa page de discussion : {{subst:avertissement admissibilité à vérifier\|Wilfrid Estève}} |

 (décembre 2021).
Pour les articles homonymes, voir Estève.
Wilfrid Estève, né le 3 mars 1968 à Carcassonne, est un photographe et un producteur français. Il dirige le Studio Hans Lucas et président la maison d'édition Louvre-Rivoli. Il est également vice-président de la foire internationale de la photographie documentaire Photo Doc.

## Biographie
Autodidacte, Wilfrid Estève a commencé sa carrière en 1995 en tant que photojournaliste et a participé à la création de l'agence photographique l'Œil Public (photographe associé, 1996-2004), de la coopérative Picturetank (photographe et vice-président, 2005-2007) et a partagé la direction de l'agence photographique MYOP avec Guillaume Binet et Lionel Charrier (photographe associé, 2008-2010). Il a cofondé l'association FreeLens et l'a présidé de mai 2009 à octobre 2019.
Wilfrid Estève a conçu et dirigé le projet pluridisciplinaire Territoires de fictions, (2004-2008). En 2005, en collaboration avec Virginie Terrasse et Benjamin Boccas, il y créé le concept de Petite œuvre multimédia (POM).
Il a été vice-président de l'Union des photographes professionnels (UPP, 2010), a  fait partie du comité de pilotage du prix Webjournalisme et du jury du prix Bayeux-Calvados des correspondants de guerre (éditions 2011 et 2012). En 2012, il intervient dans le cadre de la mission pour la photographie et de l'Observatoire du photojournalisme du ministère de la Culture et de la Communication, de l'Observatoire des métiers de la presse de Médiafor (intégré en 2012 dans l'Afdas) et fait partie du pré-jury de l'édition du prix Carmignac Gestion du photojournalisme.
Wilfrid Estève dirige depuis 2006 Hans Lucas, une agence photo française. En 2015, il est nommé chevalier de l'ordre des Arts et des Lettres. En 2016, il devient le vice-président de la foire internationale de la photographie documentaire Photo Doc. à Paris.
En 2018, il cofonde les éditions Louvre Rivoli  avec Charlotte Vannier, Didier Bizet et Patrick Cockpit et Revers Editions avec Elsa Seignol, en 2019 les rencontres photo de Tanger  "Face à la mer" avec Yamna Mostefa.

## Travail de photographe
Wilfrid Estève est photographe depuis 1995, ses photographies ont été diffusées dans les agences L'Œil Public, Picturetank, MYOP et depuis 2011 au sein de la plateforme collaborative Hans Lucas.
Basé sur le témoignage et l'enquête, son travail photographique est réalisé sur les terrains de l'actualité ou dans les zones de tension (Afrique de l'Ouest, Europe, Moyen-Orient). En parallèle, il poursuit un travail sociétal sur la famille et l'immigration en France et collabore avec plusieurs rédactions dont De l'air, ELLE, Libération, Le Monde, Géo, Marie-Claire, National Geographic, Paris Match, L'Équipe magazine ou VSD.
Répondant à une invitation du magazine du musée du Jeu de Paume, il présente en 2011 les séries photographiques d'artistes ou d'auteurs, rédige des critiques et propose avec Samantha Rouault et Alice Guerlot-Kourouklis une expérience sonore autour de lectures commentées.
En 2012, Wilfrid Estève est l'un des directeurs artistiques du festival MAP de Toulouse et entame une collaboration avec Le Journal de la photographie en développant deux rubriques : la première consacrée aux écoles et la deuxième au Digital Storytelling. Dans cette continuité, il couvre l'édition 2012 des Rencontres d'Arles et participe au séminaire du festival dont la thématique est « Photographie et réseaux sociaux ».

## Enseignement
Depuis 1998, il intervient dans divers établissements d'enseignement supérieur (Université Panthéon-Assas, Université Paris-Est Marne-la-Vallée, Université de Perpignan et Université Montpellier III Paul Valéry), dans des écoles (l'école supérieure de journalisme de Sciences Po, l'École supérieure de journalisme de Lille, ENSP d'Arles, École nationale supérieure Louis-Lumière) ou des centres de formation (le CFPJ ou l'École des Métiers de l'Information à Paris).
Durant dix ans, il dirige le parcours qualifiant en photojournalisme (2002 à 2012) puis est responsable pédagogique de la filière photographie (2006-2012) de l'École des métiers de l'information.  En 2007, il crée le Prix Tremplin Photo de l'EMI, bourse de formation au photojournalisme remise durant les Promenades photographiques de Vendôme.
Il participe en 2012 à la création de la licence pro Concepteur Réalisateur Audiovisuel et en 2013 à la création du diplôme d'université en « Documentaire et écritures numériques » de l’Université de Perpignan.

## Distinctions et récompenses
- 2015,  Chevalier de l'ordre des Arts et des Lettres[21]
- 2014, PriMed dans la catégorie Prix Multimédia de la Méditerranée[22] en tant que producteur.
- 2013, Mediterranean Journalist Award 2013 dans la catégorie Nouveaux médias de la Fondation Anna Lindh pour le webdocumentaire "Sout el shabab"[23] en tant que producteur.
- 2013, sélection du webdocumentaire "Sout el shabab" pour le Visa d'or France 24 - RFI, pour le Trophée web journalisme du Prix Bayeux-Calvados des correspondants de guerre[24], pour le Trophée révélation de l'Assemblée des Médias et pour le prix du webdoc du mois du film documentaire en tant que producteur.
- 2012, grand prix du jury[25] du WebTV Festival de La Rochelle ainsi que le Prix Historia de l’inattendu[26] pour la plateforme interactive documentaire "La Nuit oubliée - 17 octobre 1961", en 2012 en tant que producteur.

## Expositions
Son travail a fait l’objet d’expositions individuelles, collectives et de projections dont :
- « Electro, de Kraftwerk à Daft Punk » à la Philharmonie de Paris[27] en 2019.
- « Les héros ont la vie courte » au festival international de photographie In Cadaquès[28] en Espagne en 2018.
- « Say watt?, le culte du sound system » à la Gaîté-Lyrique[29] à Paris en 2013.

## Publications
- Sophie Brändström, Sophie Loubaton, Samuel Bollendorff, Karim Ben Khelifa, Philippe Brault, Julien Daniel, Wilfrid Estève, Guillaume Herbaut, Jean-François Joly, Dominic Nahr, Johann Rousselot, Stéphane Remael, Frédéric Sautereau, Jérôme Sessini et Michaël Zumstein (préf. Jean François Leroy, Michel Guerrin, Magalie Jauffret et d'Agnès de Gouvion Saint-Cyr), L'Œil public, quinze ans d'histoires : Du photojournalisme à la photographie documentaire, Democratic Books, 16 septembre 2010, 256 pages, 14,5 × 21 × 2 cm (ISBN 978-2-36104-007-9, présentation en ligne)
- Olivia Colo, Wilfrid Estève et Mat Jacob, Photojournalisme, à la croisée des chemins, Marval et CFD, 2005 (ISBN 2-86234-375-7, présentation en ligne)
- Patrick Bard (dir.), Marie-José Mondzain, Wilfrid Estève, Youri Kozirev, Bernard Stiefgler, Paul Fusco et Jacques Windenberger (préf. Jean-François Leroy et Jean Lelièvre), Actes du colloque "VISA POUR L'IMAGE", Images évidence, 2005, 90 p. (ISBN 2-9520268-2-3)
- Wilfrid Estève et Sarah de Haro, 3672, la Free story, Trouble-fête, 2002 (ISBN 2-914253-01-X, présentation en ligne)